# Skydance Animation Madrid
Skydance Animation Madrid (anteriormente conhecido como Ilion Animation Studios) é um estúdio de animação digital espanhol com sede em Madrid, Espanha. É uma subsidiária da Skydance Media para produzir filmes e séries de televisão.
Depois de trabalhar com a Skydance desde 2017, o estúdio foi adquirido pela empresa em 2020, e rebatizado como Skydance Animation Madrid.

## História
A Ilion Animation Studios tem sede em Madrid, Espanha. Os irmãos Perez Dolset, Javier e Ignacio Perez Dolset, fundaram a empresa no ano de 2002 para fazer filmes de animação. Ilion Animation Studios é parceiro da U-Tad, uma universidade europeia especializada em artes e tecnologia digital. O estúdio era uma empresa privada e independente.
Em março de 2017, Ilion anunciou que faria parceria com a Skydance Animation para produzir dois filmes de animação: Luck e Spellbound. A Skydance Animation formalmente adquiriu o estúdio em abril de 2020, renomeando-o como Skydance Animation Madrid.

## Produções

### Longas-metragens

#### Filmes lançados
| # | Título                                     | Data de lançamento                                                  | Orçamento          | Bilheteria                   | Rotten Tomatoes | Metacritic | Coprodução                                                                |
| - | ------------------------------------------ | ------------------------------------------------------------------- | ------------------ | ---------------------------- | --------------- | ---------- | ------------------------------------------------------------------------- |
| 1 | Planeta 51                                 | 20 de novembro de 2009 27 de novembro de 2009 3 de dezembro de 2009 | US$ 70 milhões     | US$ 105,6 milhões            | 21%             | 39         | HandMade Films TriStar Pictures                                           |
| 2 | Mortadelo and Filemon: Mission Implausible | 28 de novembro de 2014                                              | US$ 12,5 milhões   | US$ 5,5 milhões (na Espanha) | 60%             | -          | Warner Bros. Pictures Televisión Española Zeta Cinema Películas Pendelton |
| 3 | O Parque dos Sonhos                        | 15 de março de 2019 14 de março de 2019 11 de abril de 2019         | US$ 80-100 milhões | US$ 119,6 milhões            | 34%             | 45         | Paramount Animation Nickelodeon Movies                                    |

#### Futuros filmes
| # | Título       | Data de lançamento      | Referência(s)                      | Coprodução |
| - | ------------ | ----------------------- | ---------------------------------- | --- |
| 4 | DragonKeeper | 2021                    | [ 8 ]                              | China Film Animation Dragoia Media Movistar+ Atresmedia Cine Huayi Brothers Mandoo Pictures Eracme Entertainment Dream Factory Group Sergio Pablos Animation Studios New Hero Studios WV Enterprises |
| 5 | Luck         | 18 de fevereiro de 2022 | [ 10 ] [ 11 ] [ 12 ] [ 13 ] [ 14 ] | Apple TV+ Paramount Pictures Skydance Animation |
| 6 | Spellbound   | 11 de novembro de 2022  | [ 3 ]                              | Apple TV+ Paramount Pictures Skydance Animation |